# Maculinea vernetensis
Maculinea vernetensis är en fjärilsart som beskrevs av Charles Oberthür 1916. Maculinea vernetensis ingår i släktet Maculinea och familjen juvelvingar. Inga underarter finns listade i Catalogue of Life.